# Шеер, Август-Вильгельм
Август-Вильгельм Шеер (August-Wilhelm Scheer; род. 27 июля 1941 года) — германский предприниматель, специалист по менеджменту и информационным технологиям для организаций, профессор Саарского университета, основатель и руководитель компании IDS Scheer, производителя программной системы ARIS, поглощённой в 2009 году корпорацией Software AG.

## Биография
В 1972 году получил степень доктора философии в Гамбургском университете защитив диссертацию на тему «Kosten- und kapazitätsorientierte Ersatzpolitik bei stochastisch ausfallenden Produktionsanlagen»[уточнить]. В 1974 году проходит в Гамбургском университете хабилитацию в Гамбурге с диссертацией, посвящённой проблематике управления проектами.
В 1975 году возглавил одну из первых кафедр информационных систем и основывал институт информационных систем в Университете земли Саар, возглавлял институт вплоть до 2005 года.
В 1984 году основал фирму IDS Scheer, которая разрабатывала программный инструмент ARIS, предназначенный для компьютерного моделирования бизнес-процессов с использованием теоретических наработок Шеера и референтных моделей процессов в различных отраслях. К концу 1990-х годов фирма стала одной из ведущих ИТ-компаний Германии, а инструментарием ARIS воспользовались многие крупные предприятия и организации по всему миру.
В периоды с 1988 года по 1998 год и с 2002 года по 2008 год был членом наблюдательного совета крупнейшей германской ИТ-компании SAP.
В 1997 году совместно с Вольфгангом Крамером, Франком Милиусом и Вольфгангом Циммерманном основывает ещё одну компанию — IMC AG, разрабатывающую системы электронного обучения.
В 2009 году продал компанию IDS Scheer корпорации Software AG за €487 млн.

## Признание
В 2001 году получил степень почётного доктора Университета Штутгарта.
В 2003 году был награждён исследовательской премией компании Philip Morris и получил звание «предприниматель года» от компании Ernst & Young.
В декабре 2005 награждён премией Эриха Гутенберга и в том же месяце орденом «За заслуги перед Федеративной Республикой Германия» первой степени. В том же году стал членом общества Gesellschaft für Informatik.
С 2006 года он является членом совета по инновациям и развитию Федерального правительства. С 2007 года является фелло Института Хассо Пляттнера и избран президентом Германской ассоциации информационных технологий, телекоммуникации и современных средств массовой информации.
4 июня 2010 Шер был награждён премией «Design Science Lifetime Achievement Award» университета Санкт-Галлена.